# Tony O'Connell
Tony O'Connell (Dublino, 12 febbraio 1941) è un ex calciatore irlandese, di ruolo attaccante.
O'Connell iniziò la carriera negli Shamrock Rovers, con cui vinse quattro coppe d'Irlanda. Nel 1966 si trasferì al Dundalk, con cui vinse subito League of Ireland Shield e League of Ireland. Inoltre il 23 ottobre 1966 debuttò in Nazionale irlandese, in occasione di una sfida contro la Spagna valida per la qualificazione al campionato d'Europa 1968 e svoltasi al Dalymount Park (0-0). Nel 1969 si trasferì nei Bohemians, diventando il primo giocatore di sempre del club dublinese a firmare un contratto semi-professionistico. Nel 1970 segnò nella finale di FAI Cup vinta contro gli Sligo Rovers, che interruppe un periodo di 34 anni senza trofei per i Bohs. Nello stesso anno giocò un'altra partita in Nazionale, precisamente il 23 settembre in amichevole contro la Polonia (0-2). Si ritirò dal calcio giocato l'anno seguente, dopo aver collezionato 42 presenze e 10 reti col suo ultimo club.
Nel novembre 2007 è stato inserito nella hall of fame del Bohemian Football Club, di cui è stato anche presidente e presidente onorario.

## Palmarès
- Campionato irlandese: 2

Shamrock Rovers: 1963-1964
Dundalk: 1966-1967
- Coppa d'Irlanda: 5

Shamrock Rovers: 1961-1962, 1963-1964, 1964-1965, 1965-1966
Bohemians: 1969-1970
- Scudo di Lega irlandese: 5

Shamrock Rovers: 1962-1963, 1963-1964, 1964-1965, 1965-1966
Dundalk: 1966-1967